# Damián Nieto
Damián Pablo Nieto (Buenos Aires, Argentina, 2 de abril de 1985) es un exfutbolista argentino. Juega de defensa. Se inició en las divisiones inferiores del Club Almagro.Actualmente juega en la liga AIFA, defendiendo los colores de SITAS

## Clubes
| Club             | País      | Año       |
| ---------------- | --------- | --------- |
| SL Benfica B     | Portugal  | 2005-2006 |
| Huracán          | Argentina | 2006-2008 |
| Almagro          | Argentina | 2008-2009 |
| Acassuso         | Argentina | 2009-2010 |
| Santiago Morning | Chile     | 2010-2011 |